# San Francisco (píseň, Cascada)
San Francisco je singl německé zpěvačky Natalie Horler, známé z hudební skupiny Cascada.
Tato píseň byla vydána na jejím čtvrtém albu Original me a uvedena 7. dubna 2011, ale do Francie a Velké Británie se probojovala až 3. června.
Producenty byli DJ Manian a Yanou, taktéž členové skupiny Cascada.